# Heinz-Hugo John

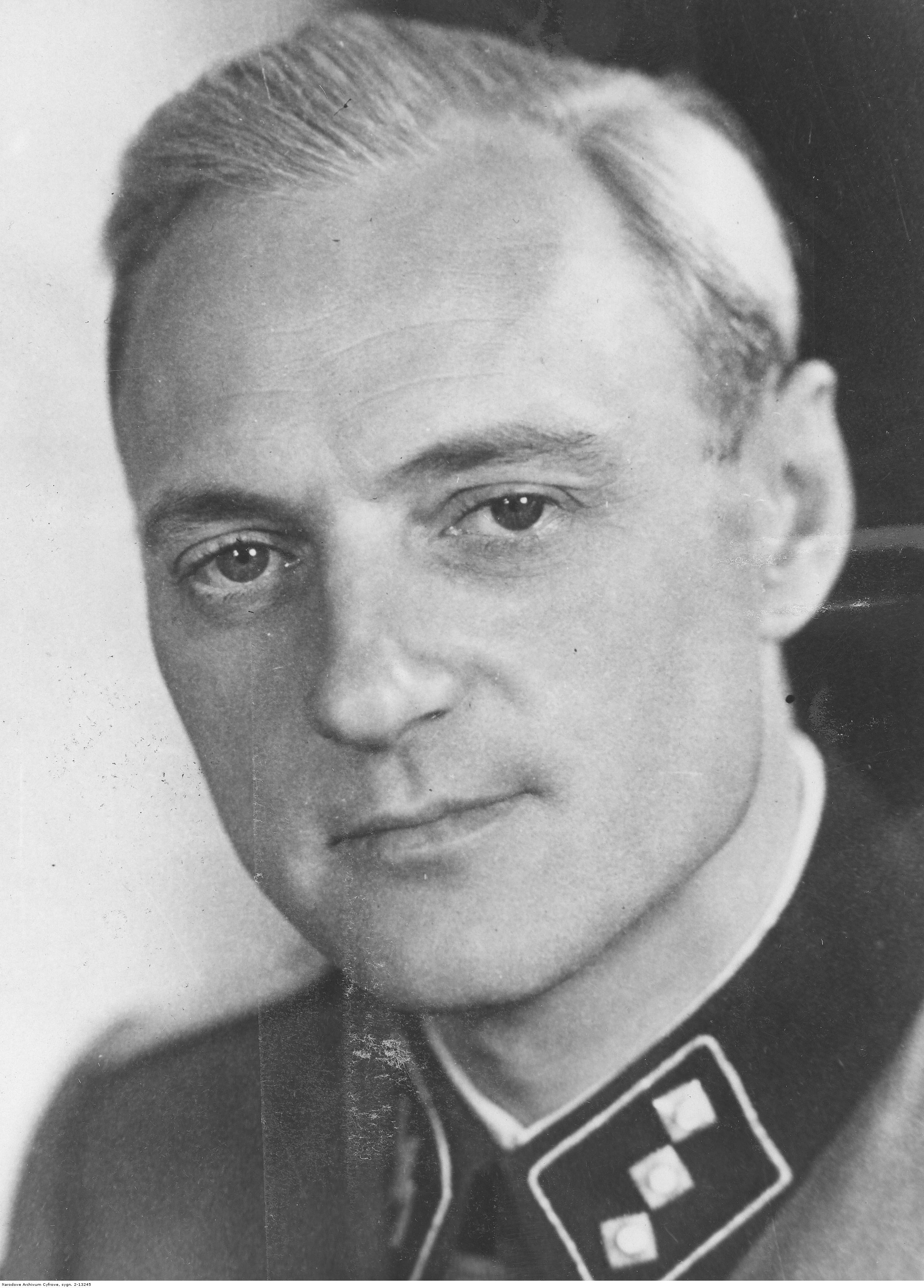
Heinz-Hugo John, hier SS-Untersturmführer

Heinz-Hugo John (* 10. April 1904 in Erfurt; † 9. Juni 1944 bei Caen) war ein deutscher Politiker (NSDAP).

## Leben und Wirken
Er wuchs als Sohn des Erfurter Fabrikanten Hugo John auf und besuchte die Vorschule in Erfurt und das Arndt-Gymnasium in Berlin, später ein Realgymnasium in Ballenstedt am Harz, wo er 1921 das Abitur ablegte. Von 1921 bis 1923 absolvierte er eine landwirtschaftliche Lehre. Im Anschluss daran absolvierte er von Frühjahr 1923 bis Januar 1926 eine kaufmännische Lehre in Weimar. Bis zum Januar 1932 studierte John Musikwissenschaften in Leipzig und Berlin. 1934 heiratete er.
Im August 1923 trat John in die NSDAP und schloss sich der neu gegründeten Partei zum 27. März 1925 erneut wieder an (Mitgliedsnummer 1.335). Im Februar 1932 wurde John als Adjutant des Reichsjugendführers der NSDAP nach München berufen.
Bei der Reichstagswahl vom Juli 1932 zog John auf Reichswahlvorschlag der NSDAP in den Reichstag ein, dem er fortan ohne Unterbrechung bis zu seinem Tod im Juni 1944 angehörte. Nachdem er noch bis zum November 1933 im Parlament auf Reichswahlvorschlag saß, gehörte er diesem von November 1933 bis Juni 1944 als Vertreter des Wahlkreises 22 (Düsseldorf Ost) an.
Am 7. Juni 1933 wurde John mit der Leitung der Abteilung II (Personalamt) der Reichsjugendführung beauftragt. Am 1. Juli 1933 wurde John zum Obergebietsführer der Hitlerjugend ernannt. Im April 1937 folgte die Ernennung zum Leiter des Personalamtes in der Obersten Reichsbehörde Jugendführer des Deutschen Reiches. Am 15. Juni 1937 wurde John zum HJ-Oberrichter ernannt.
Anfang 1943 trat John der Waffen-SS bei und kämpfte an der Ostfront. Am 9. Juni 1944 ist er als Offizier in der 12. SS-Panzer-Division „Hitlerjugend“ bei der Invasion der Alliierten in der Normandie gefallen.